# Pterophorus acarnella
Pterophorus acarnella is een vlinder uit de familie vedermotten (Pterophoridae). De wetenschappelijke naam van de soort is voor het eerst geldig gepubliceerd in 1898 door Thomas de Grey Walsingham.